# The Moon & Antarctica
The Moon & Antarctica è il terzo album in studio del gruppo musicale statunitense Modest Mouse, pubblicato il 13 giugno 2000 dalla Epic Records.

## Descrizione
Si tratta della prima pubblicazione del gruppo per la Epic Records, quindi per una major. Il disco è stato commercializzato nei formati CD e vinile.
Il titolo del disco è tratto dalla scena iniziale del film Blade Runner, durante la quale compare la frase "Farming the Oceans, the Moon and Antarctica".
Il disco è stato prodotto da Brian Deck e registrato presso i Clava Studios di Chicago. La fase di realizzazione del disco è durata circa cinque mesi, dal luglio 1999 al novembre dello stesso anno.

### Riedizioni
2004
Dopo la pubblicazione del disco, Isaac Brook si rivelò non soddisfatto del missaggio e dell'artwork del disco, tanto che nel 2004 decise col gruppo di rilanciare il disco in una nuova veste. Questa riedizione contiene alcune tracce aggiuntive: esse sono tratte da una sessione registrata alla BBC Radio 1 e rappresentate dai brani 3rd Planet, Perfect Disguise, Custom Concern (strumentale) e Tiny Cities Made of Ashes.
2010
Nell'aprile 2010, per celebrare il decennale dall'edizione originale, il disco è stato rimasterizzato e pubblicato anche in formato vinile.

## Accoglienza
| Recensione    | Giudizio |
| ------------- | -------- |
| AllMusic      |          |
| NME           |          |
| Pitchfork     | 9,8/10   |
| Rolling Stone |          |

The Moon & Antarctica ha ottenuto il plauso da parte dei critici musicali. Su Metacritic, sito che assegna un punteggio normalizzato su 100 in base a critiche selezionate, l'album ha ottenuto un punteggio medio di 82 basato su ventidue recensioni.

## Tracce
Testi e musiche di Isaac Brock, Eric Judy e Jeremiah Green, eccetto dove indicato.
1. 3rd Planet – 3:59
2. Gravity Rides Everything – 4:19
3. Dark Center of the Universe – 5:04
4. Perfect Disguise – 2:43
5. Tiny Cities Made of Ashes – 3:44
6. A Different City – 3:10
7. The Cold Part – 5:03
8. Alone Down There – 2:24
9. The Stars Are Projectors – 8:46
10. Wild Packs of Family Dogs – 1:45 (Isaac Brock)
11. Paper Thin Walls – 3:01
12. I Came as a Rat – 3:48
13. Lives – 3:19 (Isaac Brock)
14. Life Like Weeds – 6:30
15. What People Are Made Of – 2:14

Tracce aggiunte nell'edizione del 2004
1. 3rd Planet (BBC Radio Edit) – 4:00
2. Perfect Disguise – 3:00
3. Custom Concern (Instrumental) – 2:00
4. Tiny Cities Made of Ashes – 3:08

## Formazione
Gruppo
- Isaac Brock – voce, chitarra
- Jeremiah Green – batteria
- Eric Judy – basso

Altri musicisti
- Ben Blankenship – lap steel guitar (1,4), banjo (4), tastiere (5,11,14), chitarra (8,11,15)
- Brian Deck – tastiere (6)
- Ben Massarella – percussioni (5,7,12,15)
- Greg Ratajczak – chitarra (7)
- Jeff Kennedy – lap steel guitar (5)
- Tyler Riley – violino (3,5,7,9,13,14)
- Tim Rutili – cori (11)
- Chiyoko Yoshida – cori (13)

## Classifiche
| Classifica (2000) | Posizione massima |
| ----------------- | ----------------- |
| Stati Uniti       | 120               |